# ABT-239
ABT-239 je inverzni agonist H3-receptor, koji je razvila kompanija Abot. On ima stimulantno i nootropno dejstvo, i bio je istraživan za moguću primenu u tretmanu ADHD, Alchajmerove bolesti, i šizofrenije. ABT-239 je aktivniji na ljudskom H3 receptoru od sličnih liganda, npr. tioperamida, ciproksifana, i cipralisanta. Razvoj je zaustavljen nakon što je tokom kliničkih ispitivanja pokazano da proizvodi ozbiljne srčane nuspojave QT prolongacije, ali je još uvek u širokoj upotrebi u životinjskim studijama H3 antagonista / inverznih agonista.

## Spoljašnje veze
- 4-(2-(2-(2-methyl-1-pyrrolidinyl)ethyl)-1-benzofuran-5-yl)benzonitrile на 